# Эрувиль
Эруви́ль(фр. Hérouxville) — приход в провинции Квебек Канады. Основан в 1897, получил официальный статус 13 апреля 1913 года. Население составляет 1338 человек (2006). Большинство жителей заняты в сельском хозяйстве. Географически Эрувиль находится на лаврентийской возвышенности, знаменитой своими живописными лесами и озёрами.

## «Нормы поведения»
Деревня стала известной благодаря принятому в местным муниципалитетом в 2007 году документа, обычно называемого "Кодекс норм поведения жителей". Кодекс представляет собой свод взглядов жителей деревни на быт, которые они хотели бы придерживаться в будущем и которых они рекомендовали бы всем желающим поселиться в их деревне.
Кодекс принят мэром и муниципальным советом в контексте дебатов о нормах поведения в Канаде.
Другие населённые пункты тоже рассматривали возможность принять аналогичные кодексы, несмотря на полное или почти полное отсутствие иммигрантов, или сочли нужным публично отвергнуть такую возможность. Кодекс послужил причиной волны дебатов в канадском обществе.
Декларации "Норм..." извещают потенциальных приезжих о неприемлемости закидывания женщин камнями и их сжигания, пребывания женщин в общественных местах с закрытым лицом, как это случается в странах радикального ислама, объявляет недопустимыми попытки ограничивать публичное празднование рождественских праздников, носить спрятанные под одеждой символические ритуальные ножи (кирпаны), в соответствии с обычаями сикхов, отвергает ограничения в публичных занятиях спортом и требования более закрытой спортивной одежды, требуемые иудеями. и т.п.  В действительности упоминание ритуальных ножей связано с принятым верховным судом Канады решением о незаконности запрета сикхам ношения ножей-кирпанов, а неприятие ограничений занятиями спортом - с требованием еврейской общины в Монреале перекрыть окна физкультурного зала YMCA, сквозь которые занимающиеся спортом женщины могли быть видимы проходящим мимо учащимся местной религиозной школы.
Русскоязычными информационными источниками "Нормы..." в момент их появления обычно трактовались, как местная законотворческая инициатива, призванная на муниципальном уровне регламентировать поведение иммигрантов и некоренных канадцев,  прямо запрещая им определённые действия . Однако в действительности Документ не является законодательным актом, поскольку не может отменить, заменить или дополнить основные положения Конституции Канады, согласно которым канадцы с новоприобретённым гражданством, а также граждане других стран проживающие в Канаде на основании легального разрешения на постоянное проживание имеют равные права с коренными гражданами без различия национальностей, стажа гражданства и срока пребывания в Канаде и их конституционные права не могут быть ограничены какими-либо местными инициативами. Таким образом, не может идти и речи об разграничении прав коренных канадцев и иммигрантов. Кодекс лишь отражает существующие нормы социального поведения и выражает желание жителей деревни сохранять их в будущем. Он также лишён практического значения, так как в деревне нет ни одного иммигранта: все жители Эрувиля — белые, франкоязычные и принадлежат католической конфессии. До принятия "Норм..." жители Эрувиля, находящегося в отдалённой области Канады и населённого исключительно католиками, вообще не имели возможности встретиться в реальности с теми явлениями, которые они описывают, как нежелательные или неприемлемые . Появление чужаков там маловероятно, так как имеет место обратный процесс -местные жители уезжают из Эрувиля . Лишь после публикаций в прессе в Эрувиль впервые в его истории посетила делегация мусульманских женщин, приехавших для налаживания контактов с местными жителями и достижения большего взаимопонимания. Несмотря на их традиционную одежду, они были приняты доброжелательно и остались удовлетворены результатами этого визита, после которого некоторые положения кодекса были удалены из текста.

## Перевод на русский язык (выполнен по англоязычной версии текста, представленной на сайте Эрувиля)
Муниципальный Совет Эрувилля
Публикация стандартов
Социальное развитие и гарантии являются важнейшими целями демократически избранных членов муниципального совета региона. Эрувиль, являясь частью региона, разделяет эти цели.
Следуя провозглашённым целям, мы хотели бы и впредь приглашать в наш регион всех желающих переехать в него из других регионов, без всякой дискриминации. Слова «без дискриминации» означают без оглядки на расу или цвет кожи, родной язык, сексуальную ориентацию или любую форму религиозных воззрений.
Для того, чтобы облегчить будущим переселенцам социальную интеграцию, мы единогласно решили представить публично некоторые  стандарты, уже сложившиеся в наших местах и прочно укоренившиеся в повседневной жизни наших избирателей. Эти стандарты вытекают из муниципальных законов, подчиняющихся федеральным и провинциальным, и приняты демократическим голосованием. Они определяются сложившимся укладом общественной жизни, привычками и обычаями всего населения нашей территории.
Нашим намерением является показать, что мы следуем пожеланиям наших избирателей, ясно выраженными ими  в результатах проведённого нами опроса. Нашей целью является также предоставить возможным переселенцам на нашу территорию информацию о нашем образе жизни, чтобы помочь им принять осознанное решения об интеграции на нашей территории.
Мы бы хотели особо обратить внимание переселенцев на то, что стиль жизни, которую они вели в странах рождения, не может быть привезён ими с собой и им, по-видимому, следует адаптироваться к новой социальным условиям.
Опубликовано Мэром Эрувилля и шестью демократически избранными членами городского совета.
МУНИЦИПАЛИТЕТ ЭРУВИЛЬ
СТАНДАРТЫ
Наши женщины
Мы считаем, что женщины и мужчины одинаковую значимы. Мы имеем в виду, что женщина может водить автомобиль, голосовать, подписывать банковские чеки, танцевать, самостоятельно принимать касающиеся её решения, выражать своё мнение, одеваться в меру своего понимания благопристойности в демократическом обществе, находиться одна в публичном месте, учиться, работать, владеть имуществом и всё прочее, что может делать мужчина. Таковы наши стандарты и наш жизненный уклад.
Однако мы считаем, что убийство женщин публичным побитием камнями и сжиганием на костре живьём не принадлежит к нашим стандартам.
Наши дети
От наших детей требуется посещать публичные или частные школы, чтобы обеспечить их социальное развитие и помочь интеграции в общество. Любые формы насилия в отношении детей являются неприемлемыми.
Наши праздники
Мы слушаем музыку, пьём алкогольные напитки в публичных или частных местах, танцуем. В конце каждого года мы украшаем ёлку шарами, мишурой и огнями. Эти украшения  обычно именуется рождественскими украшениями, а ёлка – рождественским деревом, и они служат нам для увеселений, являющихся частью традиций нашего национального наследия, не обязательно религиозного происхождения. Эти празднества принято проводить в публичных местах, школах, учреждениях и частных домах.
Наше здравоохранение
В наших домах мужчины и женщины лечатся уполномоченными на то другими мужчинами и женщинами. Обратите внимание на то, что не существует демократически проведённого закона, воспрещающего женщинам лечить мужчин или мужчинам – женщин. В наших больницах доктора-женщины могут лечить и мужчин и женщин и то же верно для докторов-мужчин. Этот же принцип относится к медсёстрам или медбратьям, пожарным и техническому персоналу больниц. Уполномоченный на то медицинский персонал не обязан спрашивать разрешения на переливание крови или любые действия, направленные на сохранение жизни. В последние годы мужчинам разрешено присутствовать в родильных домах для помощи в рождении их детей. Для этого они посещают вместе со своими жёнами специальные курсы. В больницах пациентам предлагается традиционная пища, часто слышна тихая музыка, доступны журналы и газеты или другие мультимедийные формы информации, отвечающие духу нашего общества и стилю жизни.
Наше образование
В наших школах дети обучаются сертифицированными на то мужчинами и женщинами. Учитель может быть как мужчиной, так и женщиной и обучать и мальчиков и девочек без дискриминации по признаку пола. Во время выполнения их обязанностей учителя не обязаны одеваться как-то особенно. В наши школы дети не могут приносить никакое оружие, настоящее или бутафорское, включая символическое. Дети могут петь, заниматься спортом или играть в группах. Чтобы соблюдать правила благопристойности и исключить возможность любой дискриминации некоторые школы требуют постоянного ношения формы и строгого её соблюдения. В последние годы, чтобы исключить влияния религиозных взглядов, не предоставляется никакого специального места для молитв или других форм обращения к Богу. Более того, во многих наших школах молитвы не разрешены. Обучение больше основано на научных знаниях, чем религиозных воззрениях. В учебных заведениях, будь они частными или публичными в конце каждого года Вы увидите рождественские украшения и рождественскую ёлку. Если хотят, дети могут петь рождественские гимны. Многие из наших школ имеют кафетерии, где предлагается обычная пища. Студенты могут есть там, где им захочется.
В наших школах преподаётся история Квебека, а также даются уроки биологии.
Наши спорт и отдых
Наши девочки и мальчики издавна играют в те же игры и часто вместе. Например, если вы придёте ко мне в дом, мы можем послать детей играть вместе в бассейне; не удивляйтесь, для нас это норма.
Вы можете увидеть мужчин и женщин, катающихся вместе на лыжах с одной и той же горы; не удивляйтесь, для нас это норма. Вы можете увидеть мужчин и женщин вместе играющих в хоккей; не удивляйтесь, для нас это норма. В наших публичных бассейнах спасатели могут быть и мужчины и женщины; не удивляйтесь, для нас это норма. Все законы обеспечивающие эти стороны жизни следуют строгим понятиям о демократических процессах.
Наша безопасность
Наша обширная территория патрулируется полицейскими-мужчинами и полицейскими-женщинами из “Surete du Quebec”.Они могут в любое время задать вопросы, дать указания или выписать Вам штраф за нарушение правил как мужчинам, так и женщинам. В публичном месте вам не следует закрывать лицо и оставаться узнаваемыми. Единственное время, когда вы можете носить маску, это Хеллоуин – связанный с религией и традициями обычай во время отмечания дня Всех Святых в конце октября, во время которого дети одеваются в костюмы и ходят от двери к двери, требуя конфет и угощения. Все мы согласны с тем, что нас будут фотографировать, помещая затем наши фотографии на водительские права, медицинскую карточку и паспорт. Это результат демократии.
Наше рабочее место
Работодатели обязаны соблюдать правительственные законы, касающиеся условий работы. Эти условия включают заранее согласованные со всеми работниками дни отдыха. Условия работы обсуждаются демократически и раз принятые обязательны для исполнения как работодателями, так и работниками.
Не существует закона или условия работы, обязывающего нанимателя предоставлять работнику время и место для молитв в течение рабочего дня. Вы может видеть работающих вместе бок о бок мужчин и женщин. Если закон требует, то во время работы мы носим защитные шлемы.
Наши предприятия
Наши предприятия подчиняются муниципальным, провинциальным и федеральным законам. Мужчины и женщины работают вместе и обслуживают клиентов одинаково, будь они мужчинами или женщинами. Продаваемые изделия могут быть любого типа. Пищевые продукты должны быть одобрены различными правительственными агентствами прежде чем они могут быть предложены публично. В одном и том же магазине Вы встретите разные типы мяса одновременно, например, говядину, курятину, свинину и баранину.
Некоторые предприятия предлагают клиентам место и оборудование для физических упражнений. Эти предприятия имеют окна, так, что занимаясь упражнениями клиенты могут смотреть через окна наружу здания. Клиентура состоит из мужчин и женщин, одетых в удобную для упражнений одежду.
Наши семьи
Мы одобряем порядок, когда оба родителя заботятся о детях и оба являются для них авторитетами. Родители могут принадлежать к одной и той же или к разным расам, к одной и той же или к разным религиям, происходить из одной и той же или разных стран и даже быть одного пола или разных.
Если юноша или девушка хотят вступить в брак они сами могут выбирать себе супруга. Демократией гарантируется законное право и свобода выбора. В наших семьях девочки и мальчики питаются вместе, за одним столом и едят одну и ту же пищу. Они могут есть любое мясо, овощи или фрукты. Они могут есть не только одно мясо или одни овощи, но и есть их вместе, причём в любое время года. Если наши дети едят мясо, им не обязательно знать откуда оно или кто забивал животное. Мы едим для насыщения тела, а не души.
Прочее
[На дорогах] вы можете видеть кресты, указывающие нам путь. Это неотъемлемая часть нашей истории и наследия и они должны рассматриваться именно в этом контексте.
Публикация всех законов и жизненных стандартов муниципалитета Эрувиль заняла бы слишком много места. Опубликованные выше «стандарты» являются просто примерами, по которым новые приезжие, по которым они могли бы до принятия решения о переезде оценить насколько они соответствуют нашему укладу жизни.
Разумеется, будучи законно избранными представителями муниципалитета мы можем гарантировать приезжим, что условия, из-за которых они покинули свои страны, не будут встречены ими здесь. Таким образом, они всегда смогут находиться в состоянии душевного спокойствия. Должно быть ясно понято, что любые личности или группы, которые пожелают изменить наши привычки и обычаи или сам образ нашей жизни, не смогут сделать этого, не пройдя через референдумы, проводимые в соответствии со всеми законам, принятыми в наших городах и муниципалитетах. Эти референдумы должны проводиться за счёт инициатора или инициаторов.
Подписано демократически избранным мэром и шестью членами городского совета Эрувилля.